# Terry McGovern
Joseph Terrence McGovern, detto Terry (Johnstown, 9 marzo 1880 – Brooklyn, 22 febbraio 1918), è stato un pugile statunitense.
La rivista Ring Magazine lo ha classificato tra i primi 100 migliori pugili di ogni tempo.
La International Boxing Hall of Fame lo ha riconosciuto fra i più grandi pugili di ogni tempo.

## Carriera
Professionista dal 1897.
Campione del mondo dei pesi gallo e dei pesi piuma.
Trascorse l'ultima parte della propria vita in istituti per la cura delle malattie mentali, morendo di polmonite e insufficienza renale all'età di 37 anni.

## Al cinema
Mc Govern nel 1916 appare come attore, nel ruolo di un arbitro di un incontro di pugilato, in L'eroico salvataggio del diretto di Atlantic, un film muto diretto da John Emerson e interpretato da Douglas Fairbanks.
Nel 1901, era apparso nel documentario The Gans-McGovern Fight della Selig Polyscope Company su un incontro sportivo tra lui e Joe Gans e, nel 1910, in Actors' Fund Field Day, un cortometraggio cui partecipano nomi famosi dello spettacolo e dello sport. Tra gli altri, anche James J. Corbett.